# Grups interactius
Els grups interactius són una forma d'organització de l'aula que dona els millors resultats en l'actualitat quant a la millora de l'aprenentatge i la convivència. Pel seu desenvolupament, es multipliquen i es diversifiquen les interaccions a la vegada que augmenta el temps de treball efectiu. Són classes en petits grups heterogenis en el que es respecta el gènere, l'idioma, les motivacions, el nivell d'aprenentatge i l'origen cultural. Cada grup està a càrrec d'una persona adulta voluntària que facilita la interacció, el diàleg i l'aprenentatge. El docent coordina les activitats i proporciona un suport. Són grups de 4 a 5 alumnes amb canvis d'activitats curtes cada 15 o 20 minuts. Es caracteritza per ser una organització inclusiva cap a l'alumnat. La interacció és un factor clau a l'activitat; el moment de canvi de l'activitat influeix i genera un augment de motivació, involucrant-se en el treball i ajuda a l'alumnat a enfrontar-se a noves situacions i estimular el seu aprenentatge. Cal donar importància en cada moment de promoure les interaccions amb altes expectatives que marquen l'èxit de l'activitat.
Al contrari de la pràctica d'agrupació per aptituds que segrega als estudiants per capacitats (Molina i Ríos, 2010), els grups interactius aposten per la inclusió de l'alumnat per l'ajuda mútua i millora dels resultats en benefici de tot l'alumnat. L'aprenentatge depèn cada cop més de les interaccions. Es promou l'ajuda mútua i el principi de solidaritat (Flecha, 2000). En aquest sentit, la diversitat de l'alumnat s'entén com un factor positiu per l'aprenentatge, i els estudiants troben el suport que necessiten realitzant activitats amb altres persones que tenen diferents habilitats o que tenen capacitat en determinades matèries i en altres no (Valls, Buslón i López, 2016).
Els grups interactius suposen un canvi metodològic d'aula més important portat a terme en els últims anys, dins del moviment de les Comunitats d'Aprenentatge. "Els grups interactius pretenen, entre altres objectius, disminuir la competitivitat i generar solidaritat, augmentar simultàniament l'aprenentatge acadèmic i la participació de l'alumnat en les classes. Estan pensats perquè l'alumnat pugui rebre una educació de màxima qualitat. Per això, no es tracta de treure certs alumnes de l'aula, sinó d'introduir recursos necessaris perquè aquests nens i nenes puguin seguir la seva educació amb les màximes expectatives possibles." (Elboj & Gràcia, 2005, 105).

## Contextualització
Un dels objectius de l'Estratègia Lisboa, va ser promoure la cohesió i la inclusió a Europa. Això no es pot dur a terme sinó es dona una resposta d'èxit per la problemàtica del fracàs escolar i l'exclusió educativa.
L'any 1978 es crea la primera Comunitat d'Aprenentatge a l'escola adulta La Verneda- Sant Martí. Un dels punts clau més importants és la seva organització dialògica, on mestres i persones voluntàries treballen conjuntament organitzats, podent formar part dels processos de presa de decisions, expressar les seves necessitats, interessos i idees.
A la dècada dels anys 90, el centre d'investigació en teories i pràctiques per la superació de les desigualtats (CREA) de la Universitat de Barcelona, sobre la base dels coneixements acumulats per la comunitat científica internacional i en col·laboració amb els principals autors de diferents disciplines de tot el món, es va portar a terme també a les llars d'infants, infantil, primària i secundària a través del projecte de les Comunitats d'Aprenentatge.
El sèptim programa marc (7PM) d'investigació i desenvolupament tecnològic va ser el programa d'investigació de la Unió Europea pel període del 2007-2013 i va constituir un programa d'investigació finançat pel fons públic més gran del món.
Dins d'aquest marc, hi havia el projecte INCLUD-ED de base científica. Les comunitats d'aprenentatge estan basades en les conclusions d'aquest projecte, desenvolupat per la Comissió Europea justament per identificar i analitzar estratègies educatives que ajudin a superar les desigualtats i millorin els resultats d'aprenentatge.

## Aprenentatge dialògic
L'aprenentatge dialògic és la base a partir de la qual es duen a terme les actuacions d'èxit en comunitats d'aprenentatge.
L'autor més reconegut que parla de l'aprenentatge dialògic és Paulo Freire. Freire va desenvolupar una perspectiva dialògica en l'educació als anys setanta. El diàleg que proposa inclou a tota la comunitat perquè parteix de la idea que totes les persones formen part de l'entorn del nen o nena i influeixen al seu aprenentatge, per tant, s'ha de planificar conjuntament.
Habermas (1987-1989) desenvolupa una teoria de la competència educativa on demostra que totes les persones són capaces de comunicar-se i de fer accions.
Segons Flecha (2003): L'aprenentatge dialògic actua com a pilar fonamental de les comunitats d'aprenentatge, ja que permet l'educació i formació de l'alumnat en els continguts que el faran competent en la societat de la informació a la vegada que s'estableix un marc per la interacció orientat cap a la solidaritat, la igualtat i la transformació social.
Vigotsky senyala que és important la transformació, l'aprenentatge es converteix en un procés de canvi que s'orienta des de la racionalitat comunicativa fins a la transformació individual i col·lectiva. De no ser així es converteix en una domesticació.
El concepte d'aprenentatge dialògic ha estat investigat i desenvolupat per CREA, a través de diferents investigacions, lectures i debats. Es basa en una concepció comunicativa de les ciències socials que planteja que la realitat social és construïda per les interaccions entre persones.

### Impacte
El projecte INCLUD-ED ha d'assegurar que es vagin definint orientacions que puguin servir de base als diferents responsables polítics, administradors educatius, professorat, alumnat i famílies. En aquest sentit és destacable l'impacte que aquest projecte ha tingut i està tenint en les polítiques educatives de la Unió Europea i un clar exemple d'aquest impacte és la consideració de les comunitats d'aprenentatge com a model d'èxit per a la superació del fracàs escolar. (Martín & Cabré, 2011)
Els grups interactius, dins d'aquestes comunitats d'aprenentatge, tenen un impacte cada vegada més gran en la societat. Els resultats de les investigacions que s'estan duent a terme estan reflectint que el que fa és millorar el desenvolupament acadèmic de tots els alumnes i els resultats escolars en totes les assignatures, disminueix l'índex de repetició, abandonament i fracàs escolar, millora el clima i la cohesió social augmentant les actituds solidàries. També augmenta el sentit i la qualitat de l'aprenentatge per tota la comunitat i la participació de tots: els alumnes, familiars, docents, equips directius, universitats, fundacions, entitats i organismes públics. I per acabar, millora les condicions de vida de la comunitat, ja que millora l'índex d'inserció laboral, els nivells de salut i d'habitatge digne.
Com apunten Pallarés Pascual i Traver Martí (2007), podem considerar aquesta actuació com una eina contra l'exclusió en tant que el context d'aprenentatge generat pels grups interactius permet que tot l'alumnat compti amb les mateixes oportunitats per a l'aprenentatge sense ser exclòs de l'aula. Així doncs, cal destacar que suposen una bona fórmula per a la superació dels prejudicis vers famílies i alumnes pertanyents a minories culturals i també per a la inclusió dels estudiants amb necessitats educatives especials.
Aquests impactes socials s'han aconseguit a través de la perspectiva de la recerca comunicativa que va permetre una participació directa i activa de les persones on la realitat social va ser estudiada i analitzada.
| IMPACTE                                                | PROVES I EVIDÈNCIES |
| ------------------------------------------------------ | --- |
| Reduir l'absentisme i l'abandonament escolar primerenc | Superació de l'absentisme (del 60% a ocasional) en 1 curs acadèmic. Escola Mediterrani, Tarragona. |
| Augment del rendiment escolar                          | Augment de puntuacions en una escola amb altes taxes d'immigrants: - Augment del percentatge d'alumnes que superen l'examen oficial de les habilitats de lectura: del 17% al 85% en 5 anys. - L'escola ha superat la nota mitjana a la prova regional estàndard sobre les competències lingüístiques en anglès. - El 100% dels estudiants passen l'examen de competències d'escolta. |
| Expansió en nombre d'escoles que impliquen els SEA     | Al 2014, hi ha més de 200 comunitats d'aprenentatge, escoles que estan implantant SEA, després del projecte INCLUD-ED. |
|                                                        | Per més informació: |

#### On s'utilitza?
Les comunitats d'aprenentatge són resultat de la investigació que des de CREA es desenvolupa, de les accions educatives i socials que fomenten i generen i d'altres experiències mundials reconegudes dins de la comunitat científica que en diferents llocs estan obtenint resultats d'èxit en la convivència solidària i la superació del fracàs escolar.
De les experiències mundials més conegudes, trobem diferents programes que s'estan portant a terme a Corea, Brasil i l'estat espanyol.
Grups interactius en l'Educació Física:
El treball per grups interactius pot relacionar-se amb diferents àrees de l'aprenentatge i podem trobar-hi exemples en matèries com l'Educació Física, una assignatura amb un interès especial donat que és de les poques que es preocupen pel desenvolupament integral de la persona, ja que desenvolupa àrees com l'afectiva, social, psicomotora i cognitiva (Lucía, 2016).
A nivell metodològic destaca el projecte «Juega, Dialoga y Resuelve. La superación de conflictos en Educació Física mediante el modelo comunitario. Diseño de un programa específico para Comunidades de Aprendizaje» (Capllonch, 2008-2011) el qual es va desenvolupar amb una metodologia comunicativa d'investigació. Aquesta metodologia es caracteritza pel seu caràcter transformador i la recerca per aconseguir un impacte social i científic (Gómez, Latorre, Flecha & Sánchez, 2006). Així, es va desenvolupar segons tres preceptes: organització comunicativa de la investigació, aplicació de tècniques de recollida de dades comunicatives i anàlisi comunicatiu de dades. En el cas concret del projecte «Juega y Dialoga» es va crear un consell assessor des de l'inici per tal d'anar validant els resultats que s'anaven aconseguint a cada etapa. En estar format per personal investigador i personal “investigat”, a través dels diàlegs s'interpretava la realitat sumant el coneixement científic acumulat i la visió pràctica de les persones participants (Castro, Gómez i Macazaga, 2014).
Exemples a Catalunya:
A Catalunya hi ha vora: 3 escoles bressol, 36 escoles, 1 institut i 1 centre d'adults que duen a terme aquesta forma d'organització de l'aula. Exemples:
- EB Cappont
- EB El Gegant del Pi (http://www.elgegantdelpi.cat/page/2/ Arxivat 2018-09-03 a Wayback Machine.)
- EB L'Esquitx (http://esquitxtreball.blogspot.com.es/2011/01/qui-som.html)

- Escola Àngel Guimerà (http://agora.xtec.cat/ceip-aguimera-vendrell/)
- Escola Mediterrani (http://www.xtec.cat/centres/e3006381/#_ga=2.217256787.417792907.1523303615-2009441152.1507060045)
- Escola Germanes Bertomeu (http://agora.xtec.cat/escolagermanesbertomeu/)
- Escola Joan XXIII (http://www.xtec.cat/centres/c5005430/base/frames/inici.htm#_ga=2.8665072.417792907.1523303615-2009441152.1507060045)
- INS Serra de Miramar (http://www.iesserrademiramar.net/insserrademiramar/ Arxivat 2018-04-24 a Wayback Machine.)
- EDA La Verneda Sant Martí (http://www.edaverneda.org/edaverneda/ Arxivat 2017-08-03 a Wayback Machine.)